# Horatio Ballard
Horatio Ballard (* August 1803 in Homer, New York; † 8. Oktober 1879 in Cortland, New York) war ein US-amerikanischer Jurist und Politiker (Demokratische Partei). Er war von 1862 bis 1864 Secretary of State von New York.

## Werdegang
Über die Jugendjahre von Horatio Ballard ist nicht viel bekannt. Er besuchte die Akademien in Pompey und Cortland. Irgendwann studierte er Jura bei Richter Stephens aus Cortland und Freeborn G. Jewett aus Skaneateles. Im Alter von 24 Jahren erhielt er seine Zulassung als Anwalt. Danach war er viele Jahre lang Partner von Stephens in Cortland. 1842 folgte er Shankland als Bezirksstaatsanwalt (District Attorney). Ballard nahm 1844 und 1856 als Delegierter an den Democratic National Conventions teil. Am 9. Juni 1847 heiratete er Sarah N. Fairchild. Er wurde 1861 zum Secretary of State von New York gewählt. Seine Amtszeit war vom Bürgerkrieg überschattet. 1867 saß er für das Cortland County in der New York State Assembly. Er nahm von 1867 bis 1868 als Delegierter an der Verfassunggebenden Versammlung von New York teil, wo er eine wichtige Rolle spielte. 1879 verstarb er in seinem Anwesen in Cortland.